# 奇幻迷

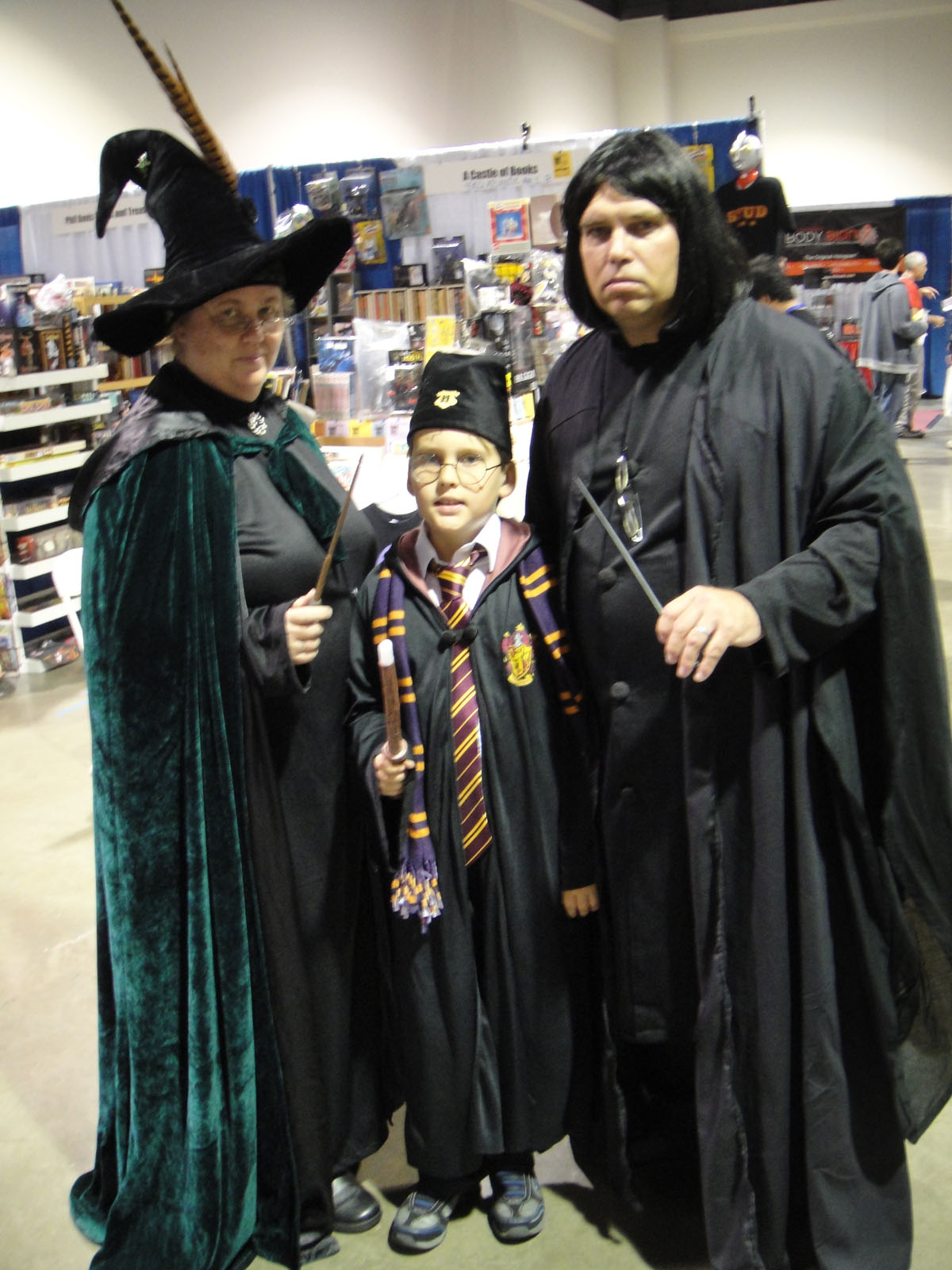
哈利波特迷们穿上米勒娃·麦格、哈利·波特和西弗勒斯·斯内普的复制长袍

奇幻迷（英語：Fantasy fandom）是指对奇幻作品感兴趣的人，所组成的爱好者群体。 它是围绕着流行奇幻作品的跨媒体制作而展开，包括搜集奇幻系列的延伸周边作品，组织有关奇幻系列及人物的特别活动。
他们组织致力于奇幻系列的粉丝俱乐部，例如：热衷于迪士尼奇幻的Disneyana Fan Club、热衷J·R·R·托尔金文学作品的The Tolkien Society。 近年以来，互联网的发展也让奇幻迷走向网络社区。